# Ү
Ү, ү или У право е буква от кирилицата. В башкирската, казахската и якутска азбука е 28-а по ред, в киргизката и монголската — 23-та, в татарската азбука е 26-а. Обозначава затворената предна закръглена гласна /y/. Буквата представлява „права“ форма на кирилската буква У. Въпреки съвпадението на главната форма на буквата с латинското Y (игрек), тези две букви не трябва да се бъркат. Интересно е да се отбележи, че понякога в интернет общуването кирилската буква Ү често се заменя с латинската буква V.